# Pseudopilanus kuscheli
Pseudopilanus kuscheli är en spindeldjursart som beskrevs av Beier 1964. Pseudopilanus kuscheli ingår i släktet Pseudopilanus och familjen blindklokrypare. Inga underarter finns listade i Catalogue of Life.